# Шејн Блек
Шејн Блек (енгл. Shane Black; Питсбург, Пенсилванија 16. децембар 1961. године) амерички је сценариста, филмски редитељ, продуцент и повремени глумац. Блек је написао сценарије за филмове као што су Смртоносно оружје и његов наставак Смртоносно оружје 2, онда Одред против чудовишта, Ноћ наказа, Последњи скаут, Последњи акциони херој и Дуг пољубац за лаку ноћ. Као глумац, Блек је најпознатији по улози Хокинса, једног од чланова Дачовог (Арнолд Шварценегер) тима, у филму Предатор из 1987. године. Има рођеног брата Терија Блека, који је такође сценариста.

## Каријера
После година писања сценарија у Холивуду, где је средином деведесетих важио за најплаћенијег сценаристу, прешао је на режију. Редитељски деби направио је филмом Кис кис, бенг бенг 2005. године. Блек је наставио каријеру филмом Ајрон Мен 3 2013. г., који је режирао и за који је написао сценарио, потом вестерн серијом Еџ 2015. и Добри момци (2016). Режирао је и још један наставак Предатор франшизе, Предатор 2018. године, за који је написао сценарио са својим дугогодишњим сарадником Фредом Декером, као и филмску адаптацију о јунаку петпарачких романа, Доку Севиџу.

## Занимљивости
Од почетка 2018. године, његов филм Ајрон Мен 3 се налази на тринаестом месту у свету, међу филмовима са највећом зарадом.